# RTI Music
La RTI Music (fino al 1991 nota col nome di Five Record, fondata nel 1981) è un'etichetta discografica italiana.

## Storia

Il logo della Five Record.

Nel 1981 Silvio Berlusconi fonda la Five Record, di proprietà della Fininvest, con sede a Cologno Monzese. Molti artisti che pubblicarono i propri dischi con questa etichetta nello stesso periodo lavoravano anche per l'azienda televisiva di Berlusconi. Nacque infatti originariamente per commercializzare le canzoni delle sigle televisive dei programmi delle reti Fininvest (cartoni animati, varietà, quiz, soap opera e telenovelas), e in breve tempo mise sotto contratto anche alcuni nomi storici della canzone italiana bisognosi di un rilancio come Gino Paoli, Orietta Berti, Iva Zanicchi o Bruno Lauzi, ma anche Drupi, Donatello, Marva Jan Marrow, Patty Pravo, Maurizio Vandelli dell'ormai sciolta Equipe 84, Dionne Warwick e, nell'ultimo periodo di esistenza, anche alcuni nomi esordienti specialmente come interpreti di sigle per le telenovelas ispano-americane (Valentina Gautier, Andrea Monteforte, il noto attore argentino Carlos Mata).
Tra gli altri artisti che incisero per l'etichetta ci furono I Nuovi Angeli, Mal dei Primitives, Wilma Goich, Wess degli Airedales, Lorella Cuccarini, Edoardo Bennato, i Bee Hive con la voce italiana solista di Enzo Draghi, Manuel De Peppe, nonché il trio Ro.Bo.T. che proprio dalla metà degli anni ottanta fino ai primi anni novanta quando l'etichetta cessò di esistere, pubblicava in esclusiva registrazioni su 45 giri o musicassette di medley misti di vari pezzi italiani e stranieri totalmente mixati e ri-arrangiati dai tre, che si esibivano in diverse trasmissioni televisive andate in onda su Canale 5 proprio in quegli anni.
Le artiste di maggior successo furono Cristina D'Avena, con quasi 6 milioni di copie vendute in oltre trentacinque anni di carriera e Sabrina Salerno, con più di 20 milioni di dischi venduti in tutto il mondo. Altri personaggi televisivi che hanno inciso per l'etichetta sono Lorella Cuccarini, Francesco Salvi e Giorgio Faletti. Alcuni cantanti emergenti, divenuti poi giornalisti, che hanno inciso per la Five sono Paolo Poggio (corista nel Piccolo Coro dell'Antoniano) e Francesco Mincone (corista nei Piccoli Cantori di Milano).
Nel 1991 la Five Record cambia nome, divenendo RTI Music.

### La nascita e gli anni 90

Il primo logo della RTI Music.

La RTI Music Division nasce nel 1991 con il preciso compito di consolidare l'attività di produzione e distribuzione di prodotti discografici intrapresa per 10 anni con il marchio Five Record.
Per tutti gli anni '90 pubblica numerosi album e singoli di artisti affermati del panorama musicale italiano come Mia Martini, Patty Pravo, 883, Edoardo Bennato, Marva Jan Marrow, Michele Zarrillo e Adriano Celentano. In sinergia col comparto televisivo del gruppo, ha proseguito - inoltre - la tradizionale attività di pubblicazione su supporti audio di sigle di cartoni animati e programmi televisivi (ne è un classico esempio la celebre serie Fivelandia di Cristina D'Avena, la cantante di maggior successo dell'etichetta), nonché la produzione di lavori discografici riconducibili a personaggi del mondo dello spettacolo al tempo in forza sulle tre reti Mediaset (Ambra Angiolini, Fiorello, Lorella Cuccarini, Marco Columbro, Pamela Prati, Francesco Salvi, Pamela Petrarolo, Francesca Pettinelli, Fiorella Pierobon, Patrizia Rossetti, Enzo Iacchetti, Laura Freddi, Gerry Scotti, Natalia Estrada e molti altri).
Nel 1996, attraverso RTI, acquisisce, con una manovra finanziaria di circa 5 miliardi di lire, la totalità delle azioni della PDU, casa discografica elvetica di proprietà della cantante Mina.

### La vendita del comparto discografico
Nel 1999, con un'operazione da circa 20 miliardi di lire, Mediaset cede i cataloghi discografici delle gestite da PDU e da RTI Music alla Sony Music, mantenendo il solo controllo delle edizioni musicali legate alle produzioni cinematografiche e televisive del gruppo.

### Gli anni 2000
Nel corso degli anni 2000, l'attività dell'etichetta si dirada notevolmente, pur continuando un'ampia produzione di compilation per bambini interpretate da Cristina D'Avena.
Oggi, tutte le operazioni discografiche a supporto del sistema televisivo sono confluite nella struttura RTI Music Division: secondo gli ultimi dati in possesso la pubblicazione di prodotti musicali sembrerebbe tornata ad una stabile operatività nel 2009.
Nel 2014 la casa discografica pubblica l'album Giorgio Vanni Super Hits - Il Meglio del Meglio del Meglio di Giorgio Vanni, in 2 CD contenenti i suoi più grandi successi delle sigle di cartoni animati in onda sulle reti Mediaset dal 1998 al 2013.
Nel 2016 viene pubblicato l'album #lesiglepiùbelle, che è l'ultimo disco di Cristina D'Avena prodotto da RTI, prima del passaggio dell’artista alla Warner Music Italy. 
La D’Avena tornerà a collaborare con RTI nel 2019 e nel 2021 per la pubblicazione del singolo Tutta d'un fiato (fino al fischio finale) e dell'EP Nel cuore solo il calcio. Nel 2024 torna ancora per la registrazione della sigla "C'erano una volta gli oggetti".